# Астролябия (залив)
Астроля́бия (англ. Astrolabe Bay) — большой залив у северо-восточного побережья провинции Маданг, Папуа — Новая Гвинея (5°21′00″ ю. ш. 145°55′00″ в. д.) часть моря Бисмарка в пределах от мыса Айрис на юге до мыса Круазиль на севере. На побережье Астролябии расположен город Маданг — административный центр провинции Маданг.

## История
Залив открыт в 1827 году Жюлем Дюмон-Дюрвилем и назван им в честь своего корабля.
Впервые побережье было подробно исследовано известным российским этнографом и путешественником Николаем Николаевичем Миклухо-Маклаем, который с 20 сентября 1871 года по 24 декабря 1872 находился на Новой Гвинее.
Во время Первой и Второй мировых войн залив и побережье были местами боевых действий.
16 декабря 1970 года в залив Астролябия прибыло советское научно-исследовательское судно «Витязь», которое находилось в круизе под эгидой Академии наук СССР. Моряки установили памятную доску на месте, где высадился Миклухо-Маклай.

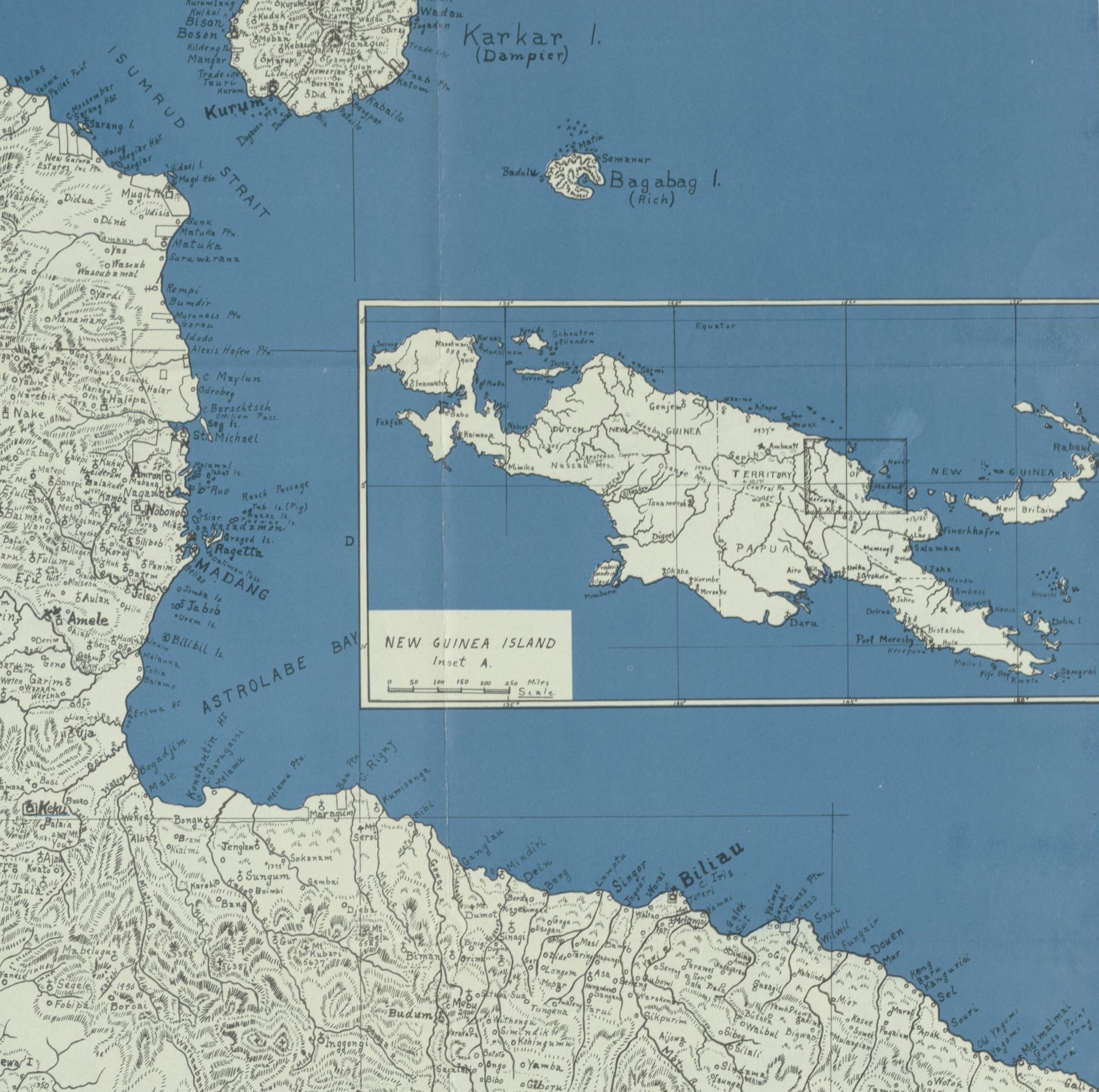
Карта залива Астролябия (части провинции Маданг) с изображением рифов, поселений, миссий, дорог, 1936 год
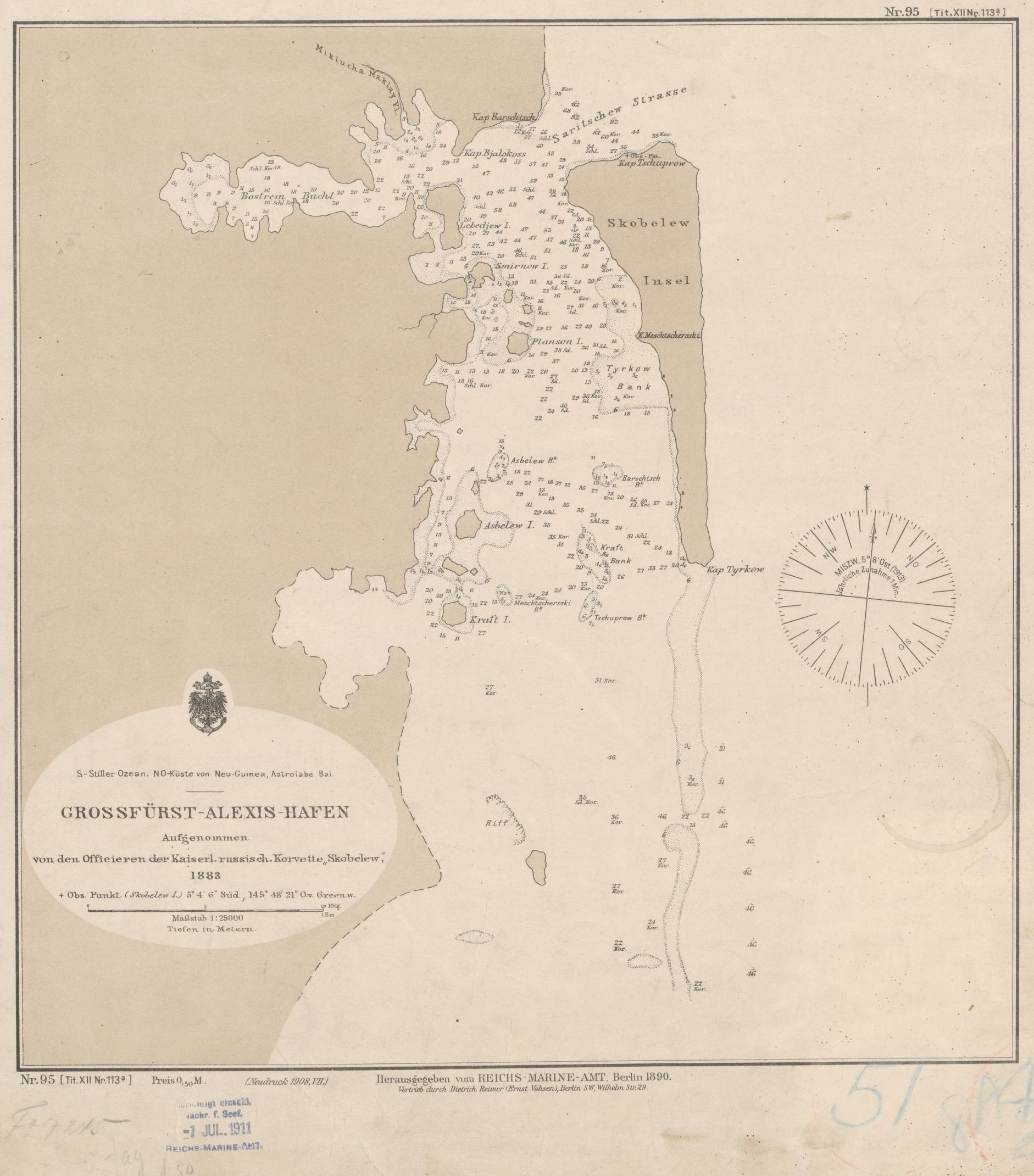
Карта северной части залива Астролябия около Порта Алексей[нем.][6](нем. Alexishafen), составленная во время пребывания российского корвета «Скобелев», 1883 год